# Moscheea Sultanului Bello
Moscheea Sultanului Bello sau Moscheea Centrală din Kaduna este o moschee din Kaduna, Nigeria. Este cea mai importantă moschee din oraș și una dintre cele mai mari din Statul Kaduna și din întreaga Nigerie. Numele moscheii vine de la Muhammad Bello (1817-1837), sultanul din Sokoto.

## Istorie
Construcția moscheii a început în anul 1962 din inițiativa marelui cadiu Abubakar Gumi (1922-1992) și a politicianului Ahmadu Bello (1910-1966), strănepot al sultanului Muhammad Bello. Pentru a realiza proiectul, cei doi au reușit să obțină un ajutor economic din partea Arabiei Saudite. Dealtfel, moscheea face parte dintr-o serie de construcții din Nigeria finanțate de către statele din Golf, în special Arabia Saudită și Kuweit. Kaduna era important ca oraș deoarece acolo se afla reședința Nigeriei de Nord din cadrul federației Nigeria. După finalizarea edificiului, Abubakar Gumi a activat aici, ținând numeroase prelegeri și lecții. După moartea lui, fiul său, Ahmad Abubakar Gumi (n.1959), a preluat funcția de muftiu și predicator. Din punct de vedere arhitectural, moscheea este o clădire masivă, cu 5 cupole și 4 minarete.